# Даніель Бергстранд
Даніель Бергстранд (*5 грудня 1974) — шведський музичний продюсер, звукорежисер, композитор і музикант. Він здобув популярність як продюсер альбомів таких гуртів, як In Flames, Strapping Young Lad, Meshuggah, Soilwork і Behemoth.

## Вибрана дискографія
- Meshuggah — Destroy Erase Improve (1995, Nuclear Blast, мікшування, продюсування)[2]
- Ram-Zet[ru] — Intra (2005, Tabu Recordings, мікшування, продюсування)[3]
- Darkane[en] — Expanding Senses (2002, Nuclear Blast, продюсування, мікшування)[4]
- In Flames — Reroute to Remain (2002, Nuclear Blast, продюсер, мікшування)[5]
- Behemoth — The Apostasy (2007, Regain Records, мішування)[6]
- Decapitated — Carnival is Forever (2011, Nuclear Blast, мікшування)[7]
- Meshuggah — Koloss (2012, Nuclear Blast, мікшування)[8]